# Federico Nilo Maldini
Federico Nilo Maldini, född 28 mars 2001, är en italiensk sportskytt.

## Karriär
Vid EM i 10 meter luftvapen 2023 i Tallinn tog Maldini silver tillsammans med Chiara Giancamilli i den mixade lagtävlingen i 10 meter luftpistol. Vid europeiska spelen 2023 i Wrocław tog han brons tillsammans med Paolo Monna och Massimo Spinella i lagtävlingen i 10 meter luftpistol.
Vid olympiska sommarspelen 2024 i Paris tog Maldini silver i 10 meter luftpistol.